# 太平站 (广州)
太平站是广州地铁14号线的一座高架车站，位於中國廣東省廣州市从化区105国道（广从南路），广州软件学院西侧。车站于2018年12月28日随14號線一期通车而启用。
值得一提的是，本站是离北回归线最近的广州地铁车站。

## 車站結構

### 车站楼层
本站共有三层，地面为設備層，车站附近为105國道（广从南路）、广州软件学院以及其他建筑，地上二層為站廳層，地上三层為月台層。
| 地下二层 | 4 站台   | █14号线 嘉禾望岗方向（下站：新和）                       |  |  |
|          | 岛式站台 |                                                          |  |  |
|          | 2 站台   | █14号线 嘉禾望岗方向（下站：新和）                       |  |  |
|          | 1 站台   | █14号线 东风方向（下站：神岗）                           |  |  |
|          | 岛式站台 |                                                          |  |  |
|          | 3 站台   | █14号线 东风方向（下站：神岗）                           |  |  |
| 地上二层 | 站厅     | 售票機、客服中心、商店、警务室、安检设施、卫生间、母婴室 |  |  |
| 地面     | 出入口   | 设备房、市政设施                                         |  |  |

### 站厅

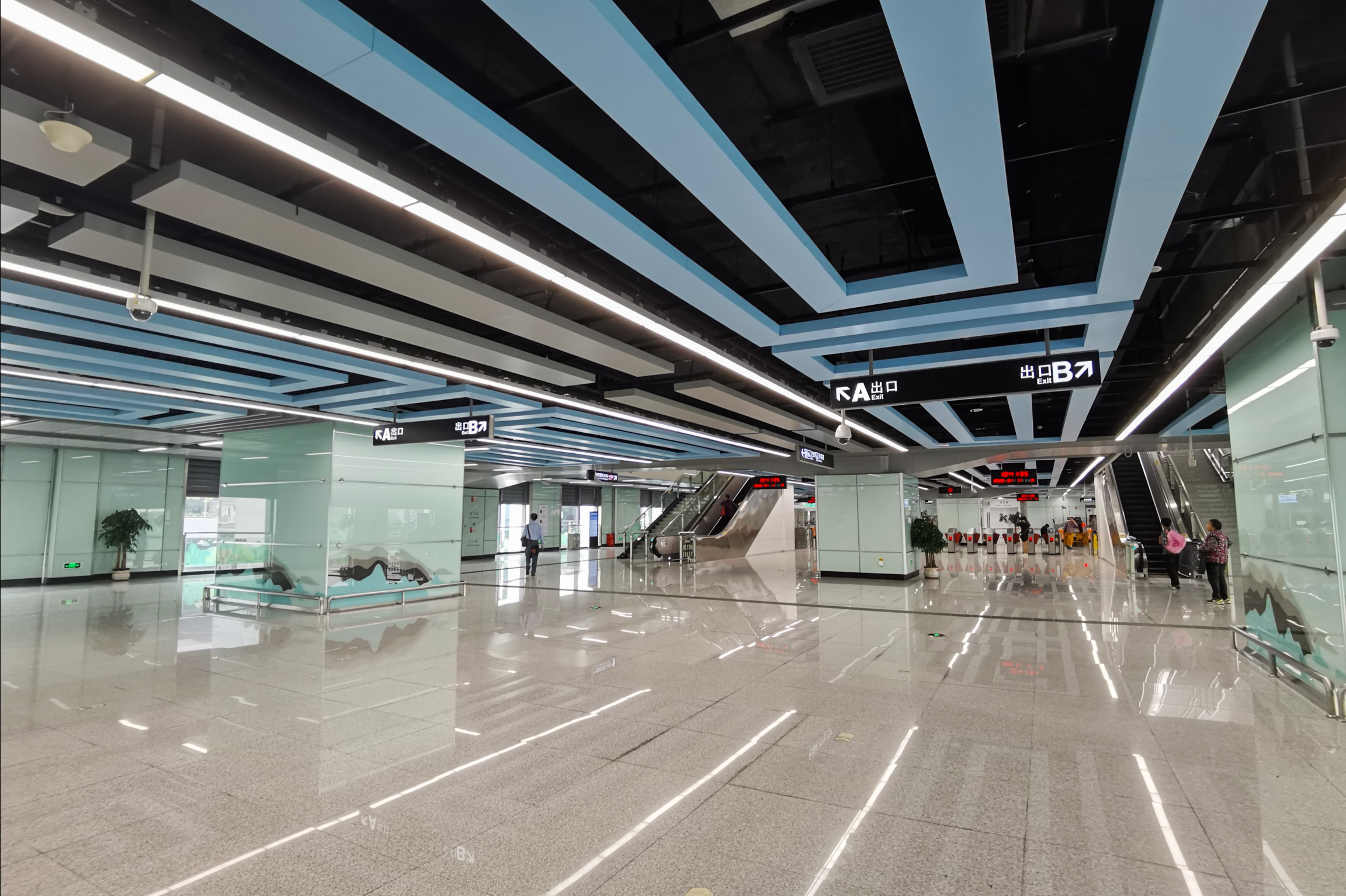
站厅

太平站站厅設有售票機及客務中心；亦设有便利店、自动售卖机和自动售卡/充值机等自助服务设施。
为方便行人进出，太平站站厅南侧被划分为收费区，收费区内各自设有三條扶手电梯、兩組楼梯和一台专用电梯供乘客前往不同方向的月台。
另外，本站的卫生间及母婴室均设于站厅付费区内南侧。

### 月台

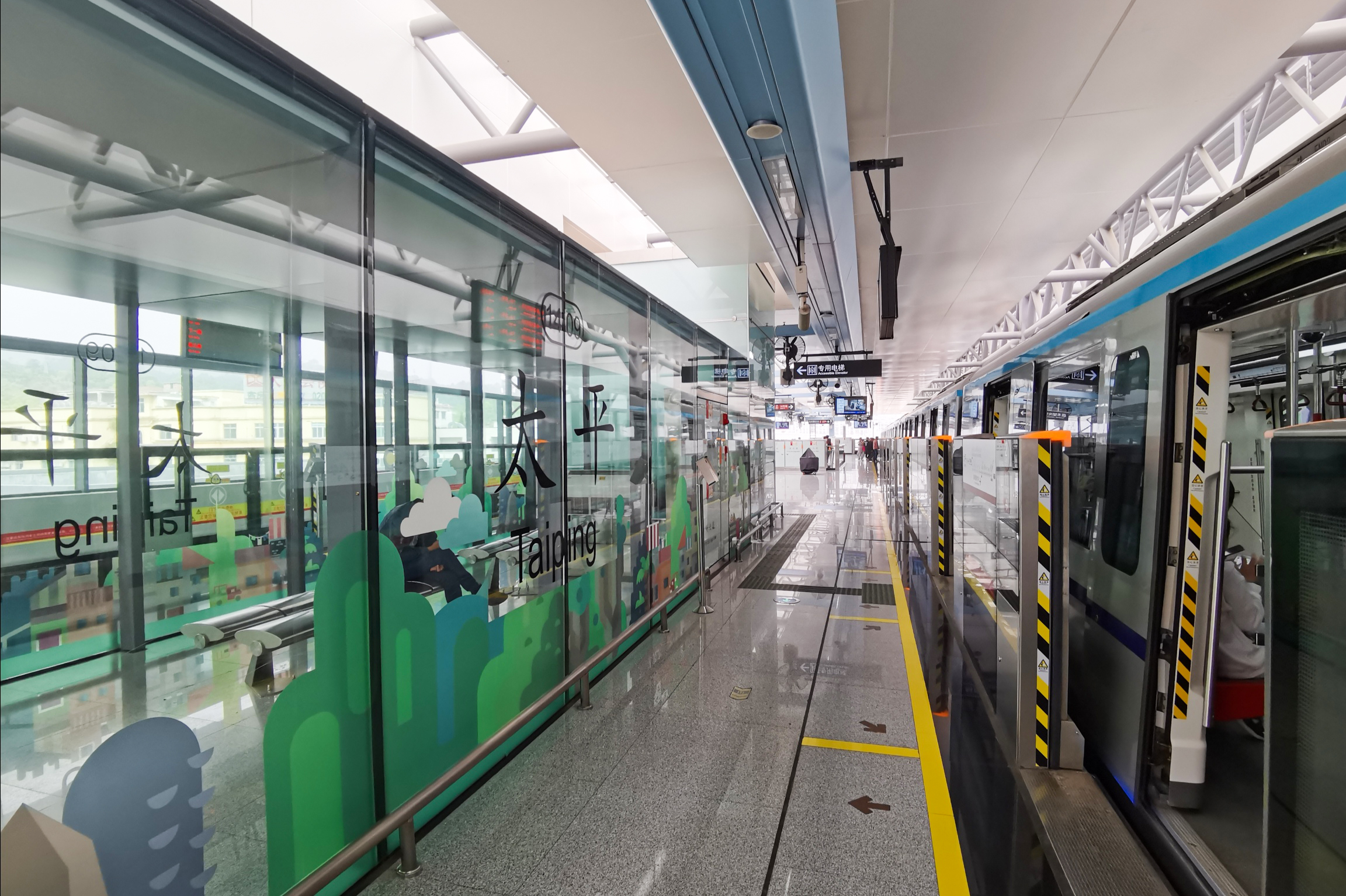
2号站台

太平站在105國道中心的上空设有两个並排的岛式月台。
本站作為14號線的快慢車越行站，因此設有四條路軌。但14號線首期開通至今，因列車班次尚未加密，所有列車均會經內側的的1號及2號站台停靠，或越行過站。故现时外侧的两个站台暂作備用站台，在車站開通初期更未能获得站台编号，直到2020年4月才分別獲編為3號及4號月台。
另外，本站往东风方向一端的正线处设有一条渡线，2024年部分假期开行的嘉禾望岗至本站区间车便使用该渡线进行站后折返。

### 出入口
太平站设有2个出入口供乘客进出车站。
|                                           |                                                       |      |          |                                                          |
| 編號                                      | 设施                                                  | 照片 | 出口指示 | 建議前往的目的地                                         |
| A                                         | 盲道标志 · 升降机标志 · 无障碍通道标志 · 扶手电梯标志 |      | 广从南路 | 平南路、地铁太平站公交车站（南行）                       |
| B                                         | 盲道标志 · 升降机标志 · 无障碍通道标志 · 扶手电梯标志 |      | 广从南路 | 福从路、昌宏街、广州软件学院、地铁太平站公交车站（北行） |
| 註： 設有 \| 設有 \| 設有 \| 設有扶手電梯 |                                                       |      |          |                                                          |

## 接驳交通
| 公交（地铁太平站） \| 编号 \| 编号 \| 线路 \| 线路 \| 线路 \| 收费 \| 备注 \| \| ---- \| ------------------------------------ \| ------------------------------------- \| ------------------------------------- \| ------------------------------------- \| ------------------------------------- \| ----------------------------------------------------------------------- \| \| \| 从5 \| 太平小学 \| ⇆ \| 从化图书馆 \| 2–3元 \| \| \| \| 从801从化经济开发区 高技术产业园专线 \| 太平地铁站 \| ↻ \| 太平地铁站 \| 1元 \| \| \| \| 从802 \| 太平卫生院 \| ⇆ \| 神岗墟 \| 2元 \| 神岗墟发16:00班次、太平卫生院发15:30、16:30班次直走广从路，不进入共星村 \| \| \| 从803 \| 太平小学 \| ⇆ \| 神棋路口（G355线） \| 2元 \| \| \| \| 从804 \| 太平地铁站 \| ⇆ \| 十三社 \| 2元 \| \| \| \| 从806 \| 牛心岭 \| ⇆ \| 格塘村委 \| 2元 \| \| \| \| 从809 \| 太平地铁站 \| ⇆ \| 秋枫村委 \| 2元 \| \| \| \| 916 \| Module:CNBUS/GZ/conghua中无此从化线路 \| Module:CNBUS/GZ/conghua中无此从化线路 \| Module:CNBUS/GZ/conghua中无此从化线路 \| Module:CNBUS/GZ/conghua中无此从化线路 \| Module:CNBUS/GZ/conghua中无此从化线路 \| \| \| 从夜1 \| 从化图书馆 \| ⇆ \| 太平小学 \| 3–4元 \| 从5路附属线路 \| \| \| 花84 \| 广州北站 \| ⇆ \| 地铁太平站 \| 2–5元 \| \| |                                      |                                       |                                       |                                       |                                       |                                                                         |
| 编号 | 编号                                 | 线路                                  | 线路                                  | 线路                                  | 收费                                  | 备注                                                                    |
| | 从5                                  | 太平小学                              | ⇆                                     | 从化图书馆                            | 2–3元                                 |                                                                         |
| | 从801从化经济开发区 高技术产业园专线 | 太平地铁站                            | ↻                                     | 太平地铁站                            | 1元                                   |                                                                         |
| | 从802                                | 太平卫生院                            | ⇆                                     | 神岗墟                                | 2元                                   | 神岗墟发16:00班次、太平卫生院发15:30、16:30班次直走广从路，不进入共星村 |
| | 从803                                | 太平小学                              | ⇆                                     | 神棋路口（G355线）                    | 2元                                   |                                                                         |
| | 从804                                | 太平地铁站                            | ⇆                                     | 十三社                                | 2元                                   |                                                                         |
| | 从806                                | 牛心岭                                | ⇆                                     | 格塘村委                              | 2元                                   |                                                                         |
| | 从809                                | 太平地铁站                            | ⇆                                     | 秋枫村委                              | 2元                                   |                                                                         |
| | 916                                  | Module:CNBUS/GZ/conghua中无此从化线路 | Module:CNBUS/GZ/conghua中无此从化线路 | Module:CNBUS/GZ/conghua中无此从化线路 | Module:CNBUS/GZ/conghua中无此从化线路 | Module:CNBUS/GZ/conghua中无此从化线路                                   |
| | 从夜1                                | 从化图书馆                            | ⇆                                     | 太平小学                              | 3–4元                                 | 从5路附属线路                                                           |
| | 花84                                 | 广州北站                              | ⇆                                     | 地铁太平站                            | 2–5元                                 |                                                                         |

## 歷史
本站最早在2003年的地铁规划方案出现，為當時的新华线的其中一個車站。後來新華線分拆為來往花都區的9號線和來往從化區的14號線，本站成為14號線的車站之一。 本站在规划及建設時命名为太平站。2018年3月，廣州地鐵集團向廣州市民政局地名委員會申報十四号线车站沿线站名，最終經公示確定以太平站作為車站正式名稱。
2017年11月22日，本站主体结构封顶。
2018年1月7日下午2点，本站北侧工地有吊车吊臂在拆卸架桥机时突然折断。所幸吊臂砸在轨道上时未造成大冲击，事故亦无造成人员伤亡。
2018年10月30日，车站移交三權至運營四中心。同年12月28日下午2时，随14號線一期通车而启用。